# Коммуна (Воронежская область)
Коммуна — посёлок Каширского района Воронежской области.
Входит в состав Можайского сельского поселения.

## География

### Улицы
- ул. Кирова.